# Бамменталь
Бамменталь (нем. Bammental) — община в Германии, в земле Баден-Вюртемберг. Подчиняется административному округу Карлсруэ. Входит в состав района Рейн-Неккар. Занимает площадь 12,16 км².
Бамменталь расположен в 9 км от Гейдельберга и 13 км до Зинсхайма. Ближайшие населенные пункты — Мауэр, Неккаргемюнд и Гайберг.

## История
Первое упоминание относится к 769 году.

## Население
Население составляет 6468 человек (на 31 декабря 2010 года).
| Год  | Численность | Численность |
| ---- | ----------- | ----------- |
| 1975 | 5121        | [ 4 ]       |
| 2017 | 6545        | [ 1 ]       |
| 2019 | 6561        | [ 5 ]       |
| 2021 | 6595        | [ 6 ]       |
| 2022 | 6594        | [ 7 ]       |
| 2023 | 6594        | [ 2 ]       |

## Транспортная доступность

### Автомобильные дороги
Бамменталь располагается на федеральной трассе (Bundesstraße) B 45 в 5 км от Наккаргемюнда и 13 км от Зинсхайма. Ближайший выезд на автобан А6 находится в Зинсхайме, примерно в 15 км. Другой выезд на автобан есть в Хайдельберге, примерно в 18 км.

### Железнодорожное сообщение
В Бамментале есть две железнодорожные станции: Reilsheim и Bammental. Здесь проходит ветка пригородных поездов S-Bahn S5, S51. Электричка в каждое направление отправляется каждые 30-60 минут. Время в пути до центрального вокзала Хайдельберга (Heidelberg Hauptbahnhof) составляет 15-20 минут.
Имеется автобусное сообщение с соседними населенными пунктами и прямой автобус до Гейдельберга.

## Образование
Функционируют два детских сада, начальная школа, гимназия Gymnasium Bammental и частная школа-интернат Kurpfalz-Internat.

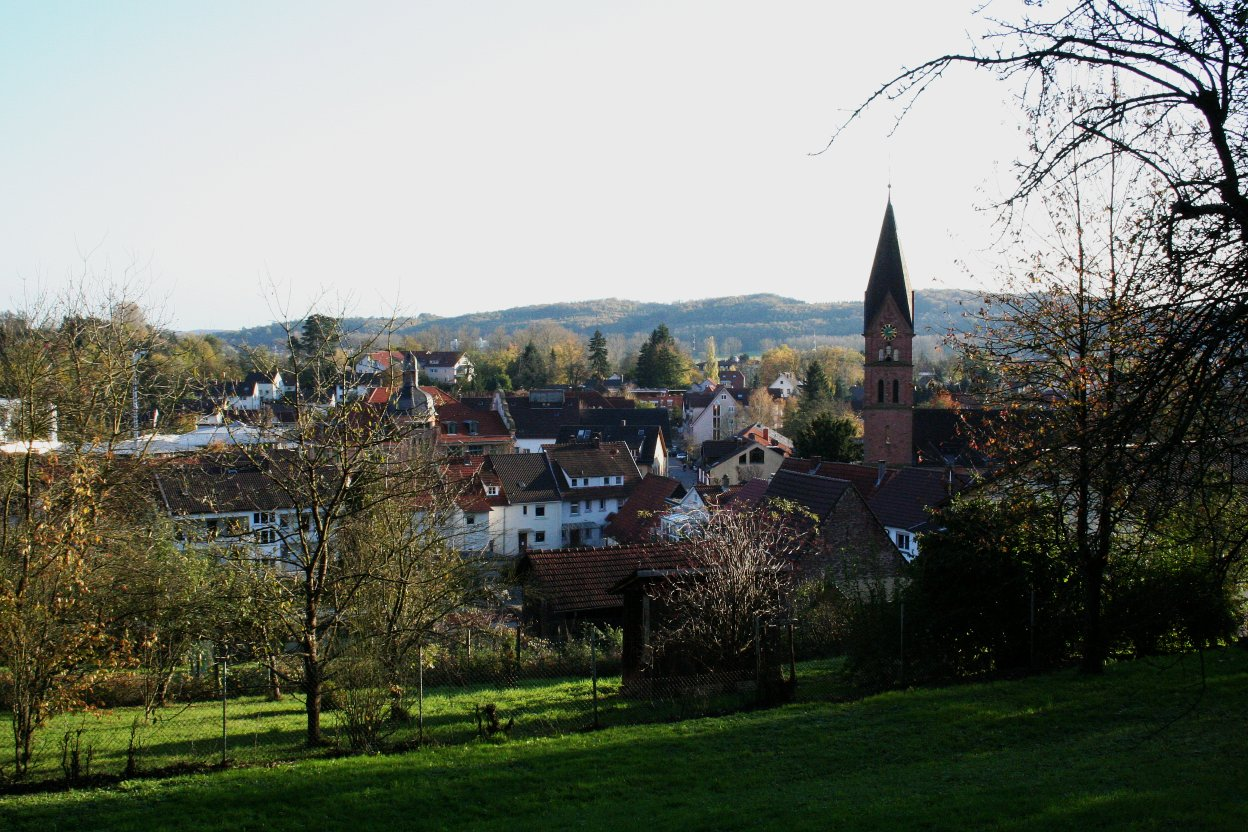
Ратуша